# 日本保釈支援協会
一般社団法人日本保釈支援協会（いっぱんしゃだんほうじんにほんほしゃくしえんきょうかい）とは、刑事被告人の保釈保証金立替を業務とする社団法人である。

## 概要
刑事被告人の保釈について、保釈保証金の準備ができない家族への保釈保証金立て替えを主な業務としている。また、刑事事件に関する手続や保釈手続に関する助言、相談対応なども行っている。事務局は東京都中央区のみであるが、刑事事件の担当弁護人の助力を得る事で全国で立て替え業務を行っている。
2010年12月4日、和歌山弁護士会の元会長である楠見宗弘弁護士が日本保釈支援協会の立替金130万円を横領したとして逮捕された。